# Ivan Grohar
Ivan Grohar, slovenski slikar, * 15. junij 1867, Spodnja Sorica, † 19. april 1911, Ljubljana.
Že kot otrok je kazal zanimanje za slikanje, vendar se njegov talent ni mogel razvijati, saj je bil iz revne družine gostačev. Leta 1888 ga je domači župnik Anton Jamnik peljal na ogled razstave v Škofjo Loko in mu omogočil, da je poleti delal pri cerkvenem slikarju Matiji Bradašku v Kranju. Odpravil se je tudi v Zagreb, kjer je v ateljeju Spiridiona Milanesija ustvarjal do vpoklica v avstro-ogrsko vojsko. Vojaško življenje je težko prenašal, zato je dezertiral in se odpravil proti Benetkam. Ker je tam ostal brez vsega, se je šel prijavit na avstrijski konzulat v Trst. Leta 1889 je bil na sodišču obsojen na krajšo zaporno kazen in podaljšanje vojaškega roka za eno leto.
Leta 1892 je pri kranjskem deželnem odboru v Ljubljani vložil prošnjo za finančno podporo za študij na Deželni risarski šoli v Gradcu. Podporo so mu odobrili. Dve leti kasneje je vložil prošnjo za podporo pri študiju na Akademiji upodabljajočih umetnosti (Akademie der bildenen Künste) na Dunaju. Podpora je bila odobrena, vendar kljub odlično opravljenim izpitom ni bil sprejet zaradi nepopolne izobrazbe. Šolanje je zato nadaljeval v Gradcu in ga  tudi uspešno zaključil konec leta 1894. Avgusta 1896 je odprl svoj atelje v Škofji Loki. Delal je tudi v Münchnu, kjer je obiskoval slikarsko šolo Antona Ažbeta. Doma je spoznal Riharda Jakopiča. Jeseni 1900 je sodeloval na I. slovenski umetniški razstavi, ki jo je pripravilo Slovensko umetniško društvo (SUD). Bil je izvoljen za blagajnika  SUD in si od društva nezakonito sposodil denar. Obsojen je bil na 3 mesece zapora. Po končani zaporni kazni je 1903 odpotoval na Dunaj.
Leta 1904 so impresionisti (Rihard Jakopič, Matej Sternen, Matija Jama in Ivan Grohar) razstavljali v galeriji Miethke na Dunaju kot Umetniški klub Sava. Poželi so velik uspeh, še posebej navdušena sta bila Ivan Cankar in Oton Župančič, ki sta za domače časopise napisala pozitivne kritike, in prodali nekaj slik. Kasneje je Grohar skupaj z društvom Sava razstavljal v dunajski Secesiji, v Beogradu, Londonu, Krakovu, Varšavi, Trstu, Devinu, Berlinu … Četudi veliko razstavlja, slik ne more prodati. Deželni odbor mu je po posredovanju Janeza Evangelista Kreka in Riharda Jakopiča leta 1911 odobril 2000 kron podpore za umetniško potovanje v Italijo. Iz Sorice je prišel v Ljubljano, da bi si nakupil vse potrebno za pot, vendar je bil tako oslabljen od bolezni, ki jo je skrival, da so ga odpeljali v Deželno bolnišnico v Ljubljano, kjer je 19. aprila 1911 umrl zaradi jetike. Za sabo je pustil neprecenljive umetnine in nekaj dolgov, ki jih je poravnal Rihard Jakopič. Ta je v svojem umetniškem paviljonu pripravil VI. umetniško razstavo v spomin na Ivana Groharja. Na tej razstavi so tudi prodali nekaj njegovih del, da so pokrili stroške, ki si jih je nakopal za časa življenja.
Grohar je pričel kot cerkveni slikar, saj ga je na Kranjskem najbolj podpirala prav Cerkev. Ker pa se je zanimal za sodobno produkcijo, ga je med vsemi modernisti sprva najbolj navdušil Italijan Giovanni Segantini. Po letu 1900 se v njegovem opusu pojavi simbolika, veliko slika krajine, kasneje pa se v opusu pojavijo človeške figure (gl. npr. sliko Snopi).
Leta 1926 so mu pripravili spominsko razstavo. Motiv morda najbolj znane slovenske impresionistične slike Sejalec se pojavi kot logotip Semenarne Ljubljana in Turističnega društva Sorica ter slovenski kovanec, ki ga je oblikoval Miljenko Licul. Njemu v čast v Škofji Loki vsako leto pripravijo Malo Groharjevo slikarsko kolonijo. Groharjev celopostavni spomenik stoji pred domačo vasjo, kot eden štirih impresionistov ima doprsni spomenik v parku v ljubljanskem Trnovem. 
Groharjev Sejalec je upodobljen na slovenskem evrskem kovancu za 5 centov (2007).
Pomembnejša dela: 
- Brna (1899)
- Srce Jezusovo (1900)
- Pod Koprivnikom (1902)
- Rafolško polje (1903)
- Pomlad (1903)
- Macesen (1904)
- Škofja Loka v snegu (1905)
- Sejalec (1907)
- Krompir (1909/1910)
- Mož z vozom (1910)
- Črednik (1910)